# Shipton Moyne
Shipton Moyne est une paroisse civile et un village du Gloucestershire, en Angleterre.